# Made in Ukraine
Made in Ukraine ist eine ukrainische Musikgruppe aus Kiew.
In ihren Liedern vermischen sie häufig ukrainische Folklore mit Eurodance und Pop-Musik.
Bekannte Stücke der Gruppe sind: „Скрипка плаче, ридає“, „Смуглянка“, „Я щаслива з роду“, „За Україну!“, „Іванку-Іванку“.

## Geschichte
Die Gruppe wurde 1996 von den Produzenten Witalij Myronenko und Anton Koffin gegründet. 1996 erschien das erste Studioalbum
„Розпрягайте, хлопці, коней Rozprjahajte, chloptsi, koney“, welches nach einem ukrainischen Volkslied benannt ist. 1998 stieß die Sängerin Tetjana Dehtjarjowa zur Band.
2000 wurde das Studio nach Kiew verlegt. Die Band unterstützte die Protestbewegung des Euromaidans von 2014. Im gleichen Jahr veröffentlichte die Gruppe eine Neuinterpretation des Liedes Smugljanka mit Musikclip. Seither hat die Gruppe über 10 Alben veröffentlicht und über 1200 Konzerte in der ganzen Ukraine gespielt.

## Diskografie

### Alben
- Розпрягайте, хлопці, коней (1996)
- Судний день (1997)
- Назавжди (1997)
- 12+1 москальских пісень про другорядне (1998)
- Баунті (1999)
- Ще… (2000)
- Щедрий вечір (2000)
- Смачні речі (2000)
- Класика (2008)
- Потанцюймо?! (2011)
- Смуглянка Smugljanka (2013)